# RCW 78
RCW 78 è una nebulosa a emissione visibile nella costellazione australe del Centauro.
Si mostra come una nube ellissoidale allungata in senso nord-sud situata nella parte meridionale della costellazione, immersa in un ricco campo stellare della Via Lattea australe. Trovandosi a declinazioni fortemente australi, la sua osservazione è possibile solo dalle regioni dell'emisfero australe terrestre e da quelle tropicali dell'emisfero boreale; dall'emisfero sud appare circumpolare fino alle latitudini subtropicali. Il periodo più indicato per la sua osservazione nel cielo serale va da marzo ad agosto.
Si tratta di una grande sfera di idrogeno ionizzato che circonda la stella di Wolf-Rayet WR 55 (HD 117688), di magnitudine apparente 10,41; la nebulosa non sembra comunque mostrare una struttura ad anello ben definita, presentandosi di aspetto più diffuso e irregolare. Si ritiene che essa sia stata causata dall'azione del fortissimo vento stellare della sua stella centrale, che ha espulso a più riprese i suoi strati più superficiali; simili nebulose a guscio sono molto comuni attorno alle stelle di Wolf-Rayet. La sua distanza è stata stimata attorno ai 7600 parsec (circa 24800 anni luce) e ricade così in una zona remota della Via Lattea rispetto al Sole, lungo il Braccio Scudo-Croce.